# 茂木七郎治 (先代)
茂木 七郎治（もぎ しちろうじ、1866年5月21日〈慶応2年4月7日〉 - 1918年〈大正7年〉1月5日）は、日本の商人（肥料商、茂木商店）、名望家、野田商誘銀行支配人。族籍は千葉県平民。茂木七郎治家3代目当主。

## 人物
下総国野田（現・千葉県野田市）出身。2代茂木七郎治（林景）の長男。1883年、家督を相続した。肥料商を営み傍ら野田商誘銀行支配人であった。野田唯一の金融機関である商誘銀行の重役として信用声望が一郷に高かった。住所は千葉県東葛飾郡野田町。

## 家族・親族
茂木家
- 父・林景（りんけい[6]）
- 母・ひさ（1847年 - ?、茨城、村田惣右衛門の三女）[1][3]
- 妹
  - よね（1871年 - ?、千葉、茂木粂太郎の妻）[1][3]
  - ふじ（1887年 - ?、東京、今井喜八の長男秀吉の妻）[1][3]
- 妻・ふみ（1869年 - ?、茨城、村田宗右衛門の長女）[1][3]
- 男・七郎治（1898年 - 1993年、前名・高治郎）[1]、茂木七郎治家4代目当主
- 長女・よし（1894年 - ?、東京、酒井清兵衛の三男米次郎の妻）[3]
- 三男・専之助（1902年 - ?）[1]
- 四男・益三（1908年 - ?）[1]